# Кримінальний кодекс Австрії від 29 січня 1974 р.
Кримінальний кодекс Австрії (абревіатура нім. öStGB oder StGB-AT; офіційна назва: Федеральний закон про діяння, котрі перебувають під загрозою покарання, призначуваного судом — Bundesgesetz vom 23. Jänner 1974 über die mit gerichtlicher Strafe bedrohten Handlungen, BGBl 1974/60) – основне джерело кримінального права Австрії. Введений на заміну КК 1852 року. 
Цей Кодекс є результатом реформи австрійського кримінального законодавства, яка розпочалася 1960 року. За період з 1960 по 1971 роки було розроблено шість законопроєктів. Проєкт кодексу, розроблений у 1971 р., було подано урядом на розгляд парламенту в листопаді 1971 р. 29 листопада 1973 р. цей проєкт було схвалено нижньою палатою парламенту – Національними зборами, проте верхня палата – Федеральна рада – наклала вето на це рішення. 23 січня 1974 р. більшістю голосів депутатів Національних зборів вето було подолане і новий Кримінальний кодекс Австрії було прийнято. Цей Кодекс вступив у дію 1 січня 1975 року.
Розділений на Загальну та Особливу частини – відповідно §§ 1 – 74 (Загальна частина) та §§ 75 – 321 (Особлива частина).
Кримінальний кодекс Австрії справив значний вплив на Кримінальний кодекс Ліхтенштейну – останній є майже повною рецепцією австрійського кримінального закону. 